# Cañón ferroviario Krupp K5
El Krupp 28 cm Kanone 5 (E), abreviado como Krupp K 5, fue un cañón ferroviario pesado usado por Alemania durante la Segunda Guerra Mundial.

## Descripción
Todas las series Krupp K5 consistían en un cañón de unos 21,5 m montado en un afuste fijo que solamente permitía la elevación del cañón, y para lograr un movimiento lateral el cañón tenía que ser posicionado en un tramo de vía con curva; de esta manera, deslizándolo en la curva, se lograba la posición necesaria para hacer puntería a cualquier objetivo sin importar su ubicación. Este afuste estaba montado sobre dos bogies de 12 ruedas diseñados para ser empleados en vías ferroviarias. El principal cañón del K5 es de calibre 283 mm.

## Historia
EL K5 fue el resultado de un programa lanzado en la década de los 30 para desarrollar cañones ferroviarios para dar apoyo al Wehrmacht en 1939. El desarrollo del K5 empezó en 1934, teniendo lugar la primera prueba en 1936. Las pruebas iniciales se hicieron con un cañón de 150 mm bajo el nombre de K5M.
Gracias a la acelerada producción se pudo disponer de ocho cañones en servicio durante la invasión de Francia; sin embargo, se descubrieron problemas tales como grietas en la caña, que fueron resueltos al modificar el estriado del ánima. Los cañones fueron fiables hasta el final de la guerra, bajo la designación K5 Tiefzug 7 mm. Tres de ellos fueron instalados en la costa del Canal de la Mancha para atacar buques mercantes británicos en el Canal, demostrando ser exitosos en esta tarea. 
Hacia el final de la guerra, se hicieron desarrollos para permitir que el K5 disparase proyectiles cohete y así aumentar su alcance. El éxito de este proyecto se tradujo en el modelo K5Vz. 
Un último experimento fue el recalibrado de dos cañones a 310 mm y dotarlos con cañas de ánima lisa para poder disparar los proyectiles subcalibre Peenemünder Pfeilgeschosse. Los dos cañones modificados fueron designados K5 Glatt.
Se hicieron diversas propuestas para modificar o crear nuevos modelos del K5, que nunca fueron producidas. Hubo en especial una serie de planes para un modelo que no precisaba de una vía de ferrocarril, al emplear dos chasis modificados de Tiger II para sostener el afuste de la misma manera que los bogies. Este proyecto no se llevó a cabo por la capitulación de Alemania.

## Anzio Annie

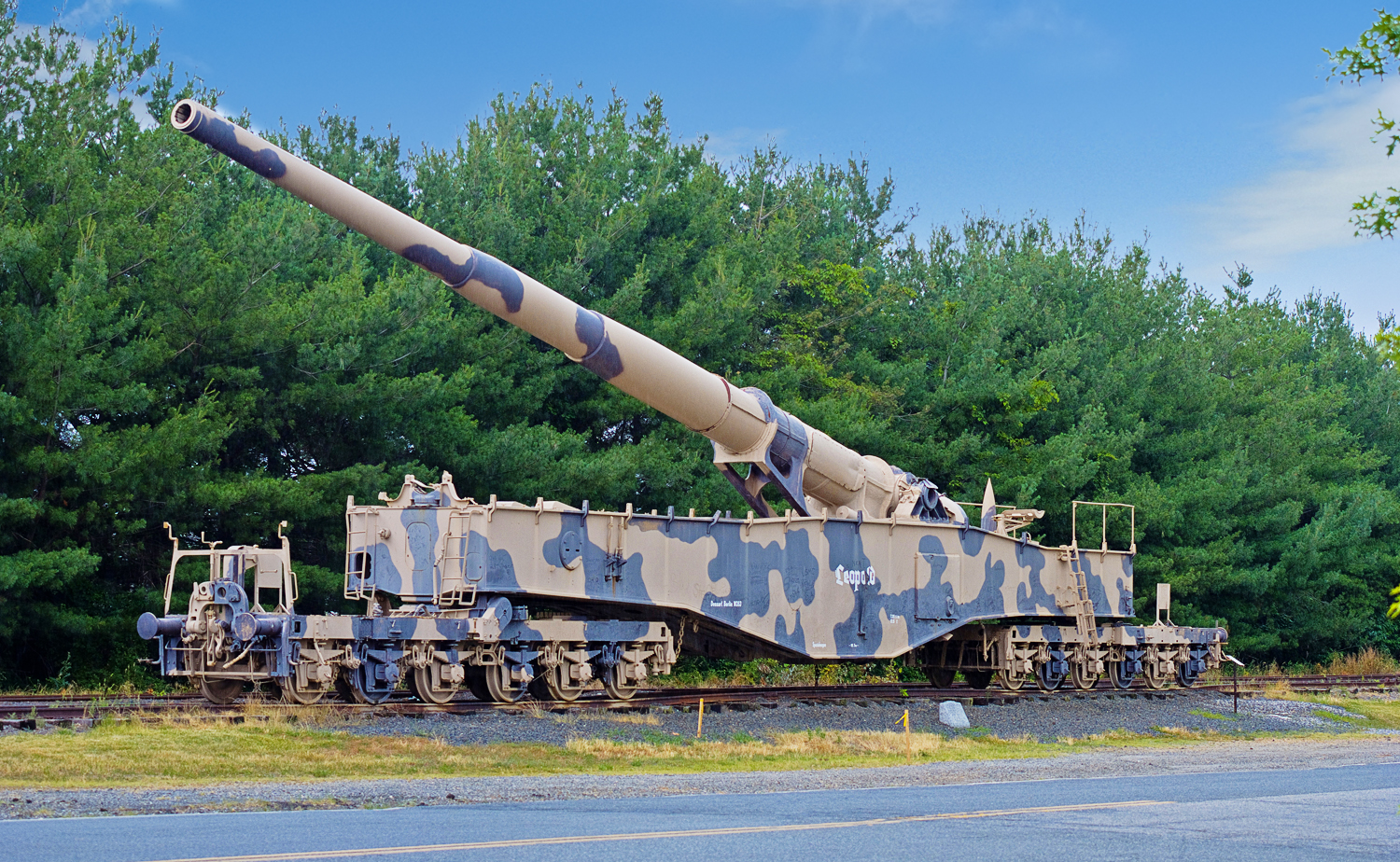
K-5 "Leopold" ("Anzio Annie") en Aberdeen (Maryland).

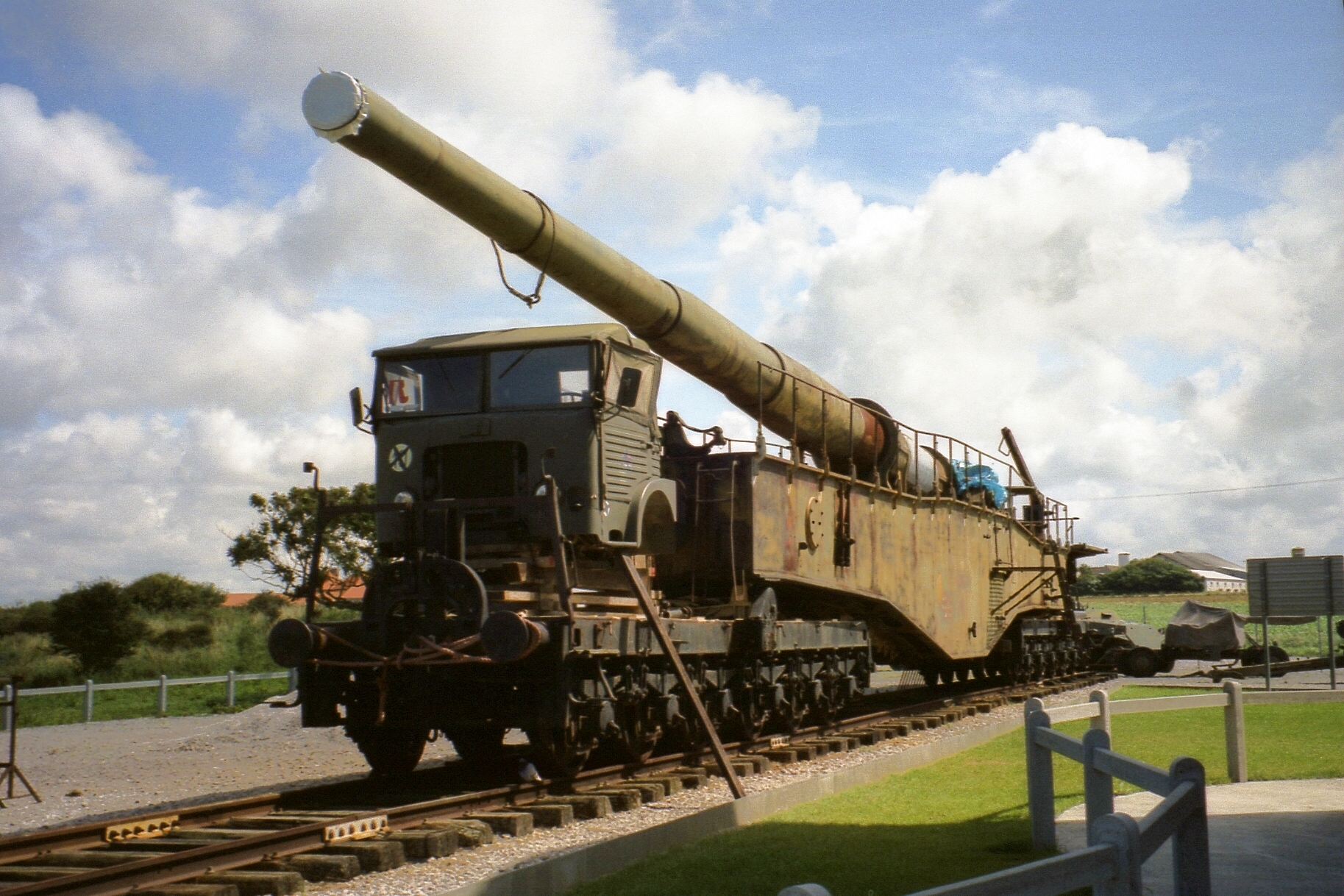
Cañón ferroviario K-5 en el Museo de la Batería Todt, cerca de Audinghen (Francia).

Un cañón ferroviario K5 (E) se encuentra expuesto en el Museo de Armas del Ejército de los Estados Unidos, en Maryland. Está compuesto por piezas de los dos cañones que bombardearon la playa de Anzio durante la Segunda Guerra Mundial. Los alemanes los bautizaron como Robert y Leopold, pero son más conocidos por sus apodos Aliados - Anzio Annie y Anzio Express. 
Los cañones fueron descubiertos el 7 de junio de 1944 en una vía férrea secundaria en la ciudad de Civitavecchia, al poco tiempo que los Aliados ocuparon Roma. Robert había sido parcialmente destruido por sus artilleros antes de rendirse y Leopold también había sido dañado, aunque no tanto. Ambos cañones fueron enviados al U.S. Aberdeen Proving Ground en Aberdeen (Maryland), donde fueron probados. Se armó un K5 completo a partir de los dos cañones dañados, que es el Leopold expuesto hoy en día en el Army Ordnance Museum de Aberdeen.    
Un segundo cañón sobreviviente se encuentra en el Museo de la Batería Todt, cerca de Audinghen en el norte de Francia.